# Rýchlostná cesta R7
Die Rýchlostná cesta R7 ist eine teilweise fertiggestellte, sich überwiegend in Planung befindliche Schnellstraße im Südwesten und Süden der Slowakei und wird das Donautiefland an das slowakische Schnellstraßennetz anschließen. Im ersten Teil von Bratislava bis Dunajská Streda wird sie die Straße 1. Ordnung 63 ersetzen, dann bis Nové Zámky wird sie ohne Parallelstraßen gebaut und ab Nové Zámky zum Ende bei Lučenec folgt sie dem Verlauf der Straße 1. Ordnung 75.
Die Planung der Schnellstraße reicht bis in die 1990er Jahre zurück, damals rechnete man allerdings mit einer zweistreifigen Ausführung. Die Projektvorbereitung wurde durch den Beschluss 523/2003 der slowakischen Regierung gutgeheißen.
Die Teilstrecke zwischen dem Autobahnknoten Bratislava-Nivy und dem Autobahnknoten Bratislava-juh ist von der slowakischen Vignettenpflicht ausgenommen.

## PPP-Projekt

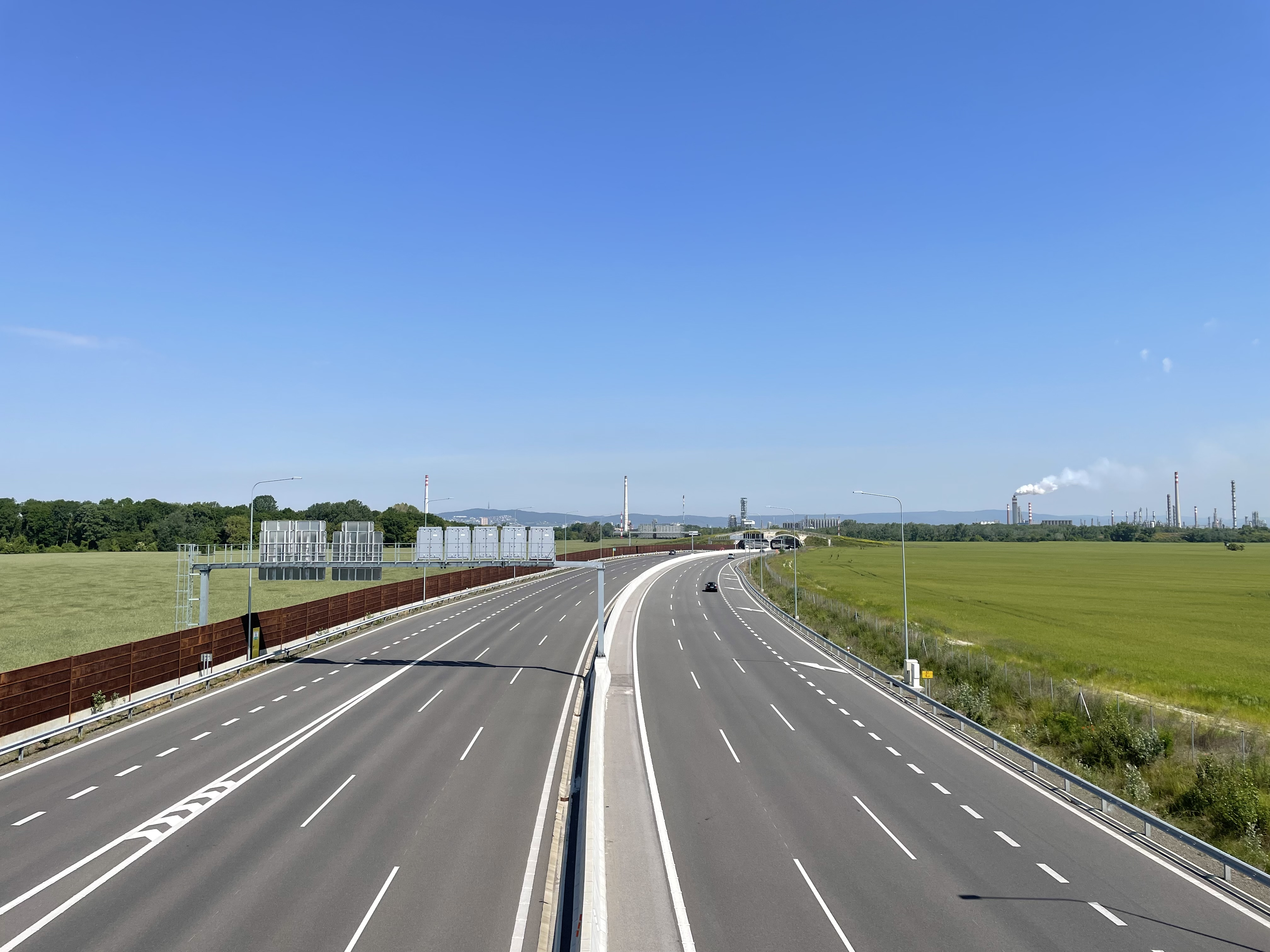
Die R7 unmittelbar nordwestlich des Autobahnknotens Bratislava-juh

Zusammen mit Teilen der Autobahn D4 wurden Abschnitte Bratislava-Nivy–Bratislava-juh (6,3 km), Bratislava-juh–Šamorín-západ (8,4 km) und Šamorín-západ–Holice (17,4 km) im Rahmen eines PPP-Projekts gebaut. Es sind vier neue Anschlussstellen (Bratislava-Slovnaftská, Šamorín-západ, Šamorín-sever und Holice) und der Autobahnknoten Bratislava-juh (mit der D4) entstanden, dazu eine große beidseitige Raststätte bei Blatná na Ostrove. Am Bratislavaer Ende endet die Schnellstraße an der Straße Bajkalská, wo die bestehende Anschlussstelle Bratislava-Bajkalská mit der Autobahn D1 zum Autobahnknoten Bratislava-Nivy umgebaut wurde. Das Ziel des Vorhabens ist Entlastung der dem Verkehrsaufkommen nicht mehr gewachsenen Straßen im Südosten Bratislavas sowie der Straße 1. Ordnung 63 im Großraum Bratislava.
Das PPP-Projekt wird vom Konsortium Obchvat Nula (Zero Bypass Limited) geführt und durch die spanische Cintra Infraestructuras Internacional realisiert. Nach dem Vertragsabschluss am 20. Mai 2016 rechnete man mit einer Gesamtfertigstellung in den Jahren 2020 und 2021. Der offizielle Baubeginn war am 24. Oktober 2016.
Die Freigabe der Teilstrecken Bratislava-juh–Šamorín-západ und Šamorín-západ–Holice, zusammen mit dem Teilabschnitt Bratislava-juh–Podunajské Biskupice der D4, erfolgte am 19. Juli 2020. Die Teilstrecke Bratislava-Nivy–Bratislava-juh wurde am 2. Oktober 2021 dem Verkehr freigegeben.

## Ausbauzustand
Die gebauten Teile von R7 weisen überwiegend zwei Fahrstreifen plus Standstreifen je Richtung auf, lediglich der 5,4 km lange Teil zwischen der Anschlussstelle Bratislava-Slovnaftská und dem Autobahnkreuz Bratislava-juh wurde mit drei Fahrstreifen plus Standstreifen je Richtung ausgeführt.

## Bauvorhaben und Planungen
Nach dem Abschluss der Arbeiten im Rahmen des PPP-Projekts D4/R7 ist kein Weiterbau bis zumindest 2028 geplant.